# Gang Starr
Gang Starr foi uma dupla americana de hip hop, composta pelo produtor musical DJ Premier, nascido em Houston, e pelo rapper Guru, de Boston, Massachusetts.
Gang Starr esteve em seu auge de 1989 a 2003 e é considerado uma dupla MC e produtor amplamente influente na história do hip hop. Eles são reconhecidos por serem um dos pioneiros do jazz rap ativos durante a era de ouro do hip hop. Alguns dos seus maiores sucessos incluem "Mass Appeal", "Take It Personal", "Moment of Truth", "Full Clip" e "Above The Clouds".

## Carreira

### Escalações originais e do segundo grupo
O grupo original Gang Starr foi fundado no Morehouse College por três amigos de Boston, Massachusetts: Guru (então conhecido como MC Keithy E.), que planejava ser rapper/cantor, Big Shug como o MC principal e DJ Suave D (irmão mais novo de Shug, Dana) como DJ. Após Shug ser preso, Suave D saiu do grupo, deixando Guru para recrutar os serviços de MC Damo D-Ski e DJ 1, 2 B-Down (também conhecido como Mike Dee) com vários produtores ajudando, como Donald D, J.V. Johnson ou The 45 King. As primeiras gravações do grupo ocorreram em 1986, quando fizeram várias demos. Em 1987 e 1988, Gang Starr lançou três singles em vinil de 12" pela Wild Pitch Records.

### Término e parceria com DJ Premier

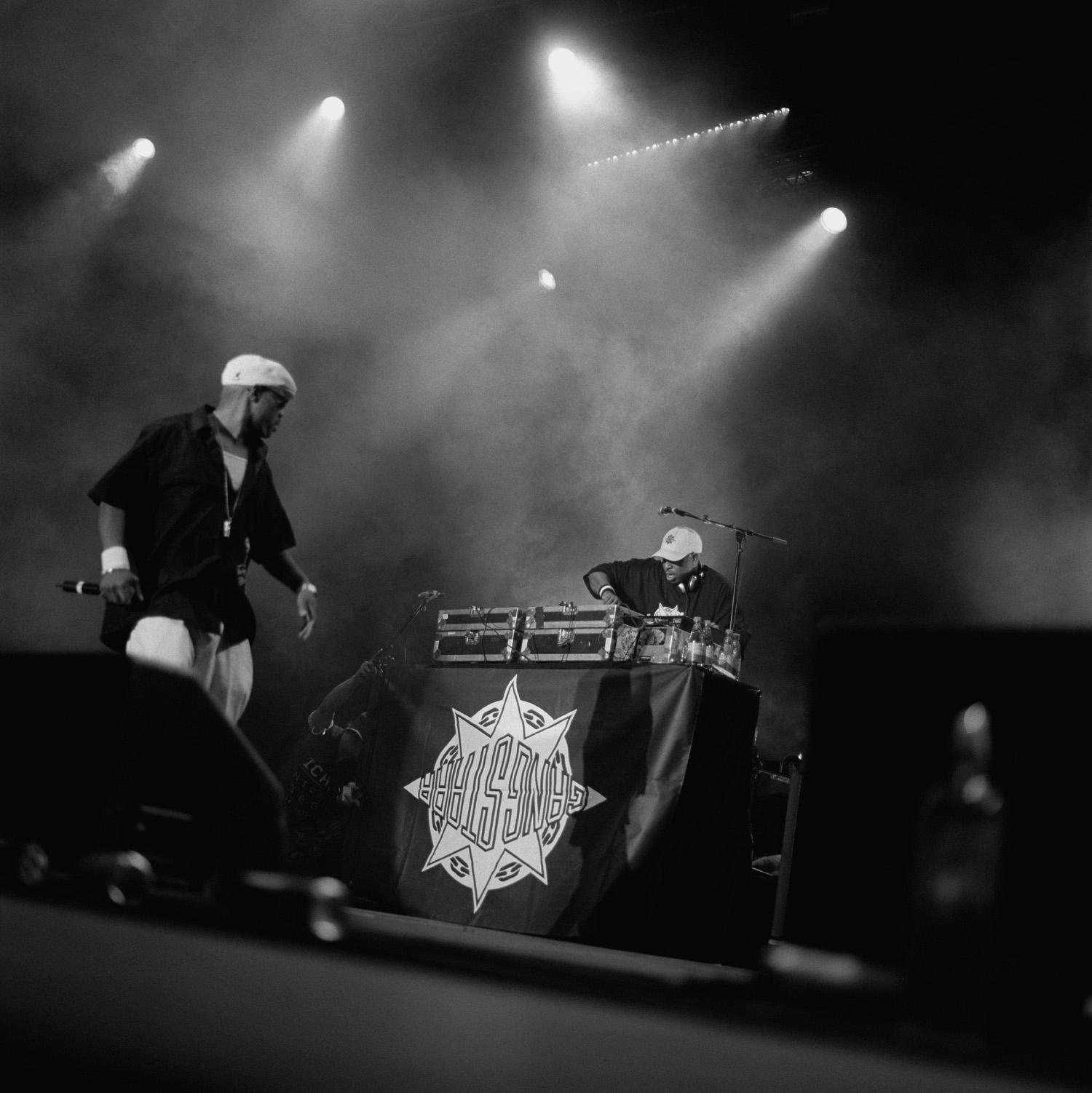
Gang Starr se apresentando em Hamburgo em 1999

Em 1989, o grupo se separou pela segunda vez, e o único membro disposto a continuar com o nome foi Guru. Ele entrou em contato com o nativo de Houston, Texas, DJ Premier (então conhecido como Waxmaster C), que enviou uma fita de batidas, da qual Guru gostou. Ele convidou DJ Premier para se juntar ao Gang Starr, mudar-se com ele para Brooklyn e, nesse mesmo ano, lançaram seu primeiro single, "Words I Manifest", junto com o álbum No More Mr. Nice Guy (1989). Em 1990, o grupo foi contratado pela gravadora Chrysalis, pelo então diretor de A&R Duff Marlowe, ex-DJ e crítico de rap do Los Angeles Times. A gravadora ofereceu a Guru e Premier liberdade artística ilimitada e distribuição mundial por uma grande gravadora, uma plataforma que o grupo usou para se tornar um dos mais influentes atos de hip hop daquela década. Durante sua carreira, Gang Starr ajudou a criar o som hardcore hip hop de Nova York. O catálogo do Gang Starr, especialmente os álbuns Step in the Arena (1991), Daily Operation (1992), Hard to Earn (1994) e Moment of Truth (1998), é amplamente respeitado entre os fãs de rap underground e críticos. Sua faixa "Jazz Thing" foi incluída na trilha sonora do filme Mo' Better Blues de Spike Lee. Gang Starr também forneceu uma faixa, "Battle", para a trilha sonora do filme de 2002, 8 Mile.
Após vários álbuns e turnês, no final de 2002, DJ Premier deixou a Europa para voltar aos Estados Unidos. Mais uma vez, Guru teve que continuar sozinho e se envolveu em uma turnê na Europa em 2003-2004 com um DJ substituto. Em 2006, Guru indicou em várias entrevistas que Gang Starr havia chegado ao fim.

### Morte de Guru
Em fevereiro de 2010, Guru sofreu um infarto do miocárdio, entrou em coma e faleceu em 19 de abril de 2010. DJ Solar, um colaborador de longa data de Guru, disse que Guru escolheu não tornar pública o diagnóstico de mieloma que foi feito em 2000. Guru parecia ter se desentendido com DJ Premier sete anos antes de sua morte e declarou "não desejar que meu ex-DJ tenha qualquer envolvimento com meu nome, imagem, eventos, tributos, etc." Há especulações de que a carta não foi escrita por Guru, mas composta por Solar. A veracidade da declaração foi questionada pela família de Guru e seus contemporâneos.

### Pós Guru
Logo depois, DJ Premier afirmou que havia um "projeto póstumo de CD/DVD do Gang Starr em andamento" e que provavelmente seria lançado em 2014, mas nada foi lançado. DJ Premier confirmou no final de 2015 que estava trabalhando em uma cinebiografia do Gang Starr com a cooperação da irmã de Guru, Patricia Elam.
No ano de 2019, DJ Premier lançou um novo single sob o Gang Starr intitulado "Family and Loyalty", com J. Cole, seguido pelo novo álbum One of the Best Yet, que foi lançado em 1 de novembro daquele ano.

## Legado
A Gang Starr Foundation foi um coletivo informal de várias pessoas que trabalharam de perto com o grupo, seja pelo selo extinto de Guru, Ill Kid, pelo trabalho de produção de DJ Premier ou pela empresa de gerenciamento que representava o Gang Starr, Empire Management. Membros da fundação incluíam Big Shug, Afu-Ra, Jeru the Damaja, Krumbsnatcha, Bumpy Knuckles e Group Home.
Cada título de episódio da primeira temporada da série Luke Cage da Netflix, baseada no personagem da Marvel Comics, foi nomeado em homenagem a uma música do Gang Starr.

## Discografia
Álbuns de estúdio
- No More Mr. Nice Guy (1989)
- Step in the Arena (1991)
- Daily Operation (1992)
- Hard to Earn (1994)
- Moment of Truth (1998)
- The Ownerz (2003)
- One of the Best Yet (2019)

Álbuns de compilação
- Full Clip: A Decade of Gang Starr (1999)
- Mass Appeal: the Best of Gang Starr (2006)